# الأناركية في بلغاريا
ظهرت الحركة الأناركية في بلغاريا في ستينيات القرن التاسع عشر ضمن الحركة الوطنية التي كانت تسعى إلى الاستقلال عن الإمبراطورية العثمانية، وتأثرت تأثرًا كبيرًا بالحركة الثورية الروسية. فرضت الأناركية نفسها كحركة متفردة في نهاية القرن التاسع عشر، وتطورت خلال القرن العشرين. وكانت بلغاريا من الدول القليلة في أوروبا الشرقية التي حظيت فيها الحركة الأناركية بمؤسسات حقيقة تابعة لها في أنحاء البلاد، واستمر هذا الأمر حتى استيلاء الحزب الشيوعي البلغاري على السلطة. عملت الحركة الأناركية تحت سلطة الجمهورية الشعبية البلغارية بسرية تامة، وعانت من القمع الشديد، ولكنها نجت وأعادت تنظيم صفوفها بحرية عام 1989.

## التاريخ
تعود جذور الأناركية في بلغاريا إلى البوغوميل، حركة اجتماعية دينية قاومت سلطة الكنيسة والدولة. ووفقًا للمؤرخ البلغاري جورجي خازييف، فقد حافظ الشعب البلغاري على تقاليد تنطوي على «عناصر من الشيوعية التحررية» لمدة قرون.

### التطورات الأولى
في نهايات القرن التاسع عشر، تواصلت شخصيات بارزة من النهضة الوطنية البلغارية مثل ليوبين كارافيلوف وهريستو بوتيف مع الحركة الأناركية. وتحت تأثير الأناركي الروسي ميخائيل باكونين، انضم البلغاريون إلى الرابطة الدولية للعمال (آي دبليو إيه) وشاركوا بانتفاضات كومونة باريس والهرسك. أعاد الشاعر بوتيف مبادئ الشيوعية الأناركية إلى بلغاريا مرة أخرى بإلهام من باكونين، وحاول أن يوصل فلسفتها عن طريق أشعاره. وشارك الأناركيون أيضًا في حركة تحرير بلغاريا من الإمبراطورية العثمانية، وقُتل بوتيف في انتفاضة أبريل 1876. خلال هذه الانتفاضة، قاد جورجي بنكوفسكي المتمردين للاستيلاء على بانغوريشته، وحكمها حكم الكومونة متأثرًا بكومونة باريس. اعتبر بنكوفسكي جميع قطعان الماشية ملكية مشتركة، ووزع الأغذية مجانًا وألغى استخدام العملة، ووزع السلع غير الأساسية عبر نظام قسائم العمل. ولكن توقفت هذه القرارات التي مهدت لاقتصاد حقيقي ذاتي الإدارة بعد 10 أيام، حين استعادت الإمبراطورية العثمانية السيطرة على المدينة.
وفي 1879، تأسست إمارة بلغاريا كدولة مستقلة. وفي هذه الفترة، عاد ديميتار بلاغوف وروسبيرو غولابشيف من دراستهم في روسيا حاملين معهم الأفكار الاشتراكية، متأثرين في بادئ الأمر بالحركة الماركسية ولكنهم تحولوا فيما بعد إلى الحركة الأناركية. وفي تسعينات القرن التاسع عشر، بدأت الحركة الأناركية البلغارية بتنظيم نفسها في مدينة بلوفديف، حيث نُشرت أولى الدوريات التابعة لها مثل دورية بوربا (تعني بالعربية: القتال). عمومًا، تعتبر حركة «سيروماخوميلستفو» التي أطلقها سبيرو غولابشيف والمستوحاة من الشعوبية والعدمية الروسية، البداية الحقيقية للأناركية المنظمة في بلغاريا.
انخرط العديد من الأناركيين انخراطًا كبيرًا في النضال المقدوني معتقدين أن التحرر الوطني يمكن أن يعزز أهدافهم الشيوعية التحررية. وفي 1893، أسس الأناركيون ما سُمي باللجنة الثورية السرية المقدونية (إم تي آر كيه) والتي رفضت من خلال جهازها المسمى أوتماستينييه فكرة القوميات الاثنية، ودعت إلى تشكيل اتحاد بلقاني. وفي 1903، قاد عضو اللجنة الثورية السرية المقدونية ميخايل غيرجيكوف انتفاضة بريوبراجينيه ضد الحكم العثماني في تراقيا الشرقية ولكنها لم تستمر طويلًا. وخلال الانتفاضة، ساعد هو وغيره من الأناركيين على إنشاء كومونة سترانديا وهي أول تجربة بلغارية في الشيوعية التحررية، ولكن العثمانيين قمعوا هذه الانتفاضة بعد شهر من بدايتها ودون أي تدخل من الدولة البلغارية. وسُجن غيرجيكوف إبان عودته إلى بلغاريا وحُظرت دوريته وذلك بسبب القمع السياسي الذي أعقب إضراب عمال النقل.
وفي الوقت الحالي، اضمحل دور الحركة الأناركية بسبب تزايد شعبية الماركسية، إذ شارك الأناركيون في حركات التحرر الوطني المختلفة ولكنهم لم ينشئوا بعد حركة أناركية محددة وواضحة.